# Papa Paul al II-lea
Papa Paul al II-lea a fost un papă al Romei (n. 23 februarie 1417, Veneția, Republica Veneția – d. 26 iulie 1471, Roma, Statele Papale). Numele lui burghez era Pietro Barbo.

## Date biografice
A fost fiul unui bogat negustor venețian, în timp ce mama lui, Polixena Condulmer, era o soră a papei Eugeniu al IV-lea. De la începutul vieții a profitat de pontificatul unchiului său, având învățători particulari foarte buni. În 1440 a fost numit cardinalul bisericii "Santa Maria Nuova" (Roma) de către papa Eugeniu al IV-lea. În afară de aceasta, avea funcția de arhidiacon la Bologna, episcop al orașului Cervia (din 1440), episcop de Vicenza (din 1451) și, din 1459, episcopul Padovei. Din nenumăratele venituri, Pietro își construise Palatul Venezia la Roma. În data de 30 august 1464 a fost ales noul papă de către conclav, după doar trei zile. Inițial ar fi preferat numele de Formosus al II-lea, însă cardinalii l-au convins să renunțe la un astfel de nume. Nici a două alegere (Marcus al II-lea) n-a fost potrivită (numele apostolilor de obicei nu sunt folosite ca nume de papi). Astfel, Pietro Barbo a acceptat să poarte numele de "Paul al II-lea" - în sfârșit, Sf.Paul (Sf.Pavel) nu era nici unul din cei doisprezece apostoli, nici unul din cei patru evangheliști.
Cardinalii i-au cerut o capitulare a alegerii, cum era obiceiul acelor timpuri. Aceasta, însă, a fost imediat revocată după încoronarea lui. A luat o poziție ostilă față de Academia Romană.
Din punctul de vedere al prezentului era un fel de "anti-umanist": nici nu stăpânea limba latină.
A introdus bareta cardinalilor și a stabilit în 1470 să aibă loc un an jubiliar o dată la 25 de ani.
A murit pe 26 iulie 1471, fiind înmormântat în Grotele Vaticanului.